# Блефарофимоз
 Блефарофимоз  — состояние, при котором пациент имеет двусторонний птоз верхнего века с уменьшенным размером века как по вертикали, так и по горизонтали. Переносица плоская с гипоплазиями орбитального края.  Сокращаются как вертикальные так и горизонтальные глазные щели (раскрытие век). Винь (Vignes) (1889), вероятно, впервые описал эту дисплазию век.

## Представление
В дополнение к малой глазной щели, функции включают в себя эпикантус инверсус (кривая складка в медиолатеральном направлении, снижающая внутреннюю глазную щель), низкую переносицу, птоз век и телекантус. 

## BPES
Блефарофимоз, птоз, и синдром эпикантус инверсус, либо с преждевременным ослабеванием яичников (BPES  типа I) или без него (BPES типа II), вызывается мутациями в гене FOXL2. 